# Werner Gromsch Nath

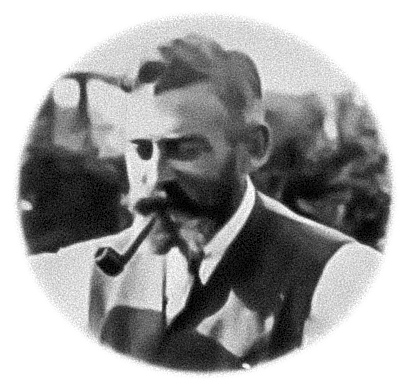
Autorretrato tomado en alrededores de Magallanes.

Werner Gromsch (Alemania, 3 de noviembre de 1888 - Santiago, Chile, 1934) fue un explorador, educador y fotógrafo chileno de origen alemán.
Fue hijo de don George Richard Gromsch y de doña Ana Nath. Llegó a Sudamérica, específicamente a Buenos Aires Argentina en 1910, para luego trasladarse al extremo sur de Chile a la ciudad de Punta Arenas, región de Magallanes. Se dedicó a distintas labores, siempre vinculadas a la educación, fotografía  y al turismo.  Además, Creó y lideró la institución  denominada Touring Club de Magallanes, formó el grupo de exploradores "Capitán Hermann Eberhard", Implantó un proyecto de grandes proporciones para la creación, preservación y sustentabilidad de un parque nacional que llamaría  "Parque del Sur" en el sector de la provincia de Última esperanza, el cual es llamado hoy en día parque nacional "Torres del Paine". También realizó la traducción de la bitácora de viaje del Capitán Eberhard cuando este recorrió el territorio en búsqueda de suelos aptos para la ganadería.  El 11 de octubre de 1964, La sociedad Ganadera Tierra del Fuego, Dirección de Vialidad y Corporación Magallánica de Turismo; hicieron la donación de un puente colgante con el nombre de "Profesor Werner Gromsch" en el sector del Salto Grande sobre el río Paine y lago Pudeto. Werner Gromsch  Falleció en 1934 en la ciudad de Santiago después de haber sufrido un inesperado accidente en una de sus expediciones a bordo de una embarcación en territorio Magallánico.

## Biografía y carrera
Durante su vida en la ciudad de Punta Arenas, recorrió la zona maravillándose por su gran potencial turístico que podía ofrecer  a la comunidad y extranjero que frecuentaban el extremo sur del país. Haciendo uso de sus conocimientos en idiomas y ciencias, realizó clases en el Liceo de Hombres de Punta Arenas, el cual lleva el nombre de "Liceo Luis Alberto Barrera". Realizó excursiones con sus alumnos reiteradamente, y con el apoyo de la Armada de Chile se dirigió por los canales  y ventisqueros. 
En relación con el Turismo, el sector de Última Esperanza era uno de los lugares más destacados para Werner Gromsch, los cuales dieron el impulso a  sus proyectos para la elaboración de un parque nacional, con el objetivo de la preservación del ecosistema y su sustentabilidad, además de brindar la posibilidad de hacer un turismo de calidad, ofreciendo recursos que en aquella época era algo desconocido. Gracias a la Creación del Touring Club de Magallanes pudo poner en marcha parte del plan que era hacer propaganda, defensa y reconocimiento de puntos geográficos del territorio de Magallanes que ofrecieran interés, histórico, artístico, científico o deportivo. Al igual toda proyección que invite a la construcción de alojamiento urbano y rural, movilización marítima y terrestre, vialidad, comercio y exposiciones, pesca y caza.